# Cheiroplatys excavatus
Cheiroplatys excavatus är en skalbaggsart som beskrevs av Lea 1917. Cheiroplatys excavatus ingår i släktet Cheiroplatys och familjen Dynastidae. Inga underarter finns listade i Catalogue of Life.